# US 708
 (février 2022).
Désignations
US 708 (abréviation de l'anglais « UV-excess Starlike 708 »), aussi connue comme SDSS J093320.86+441705.4 et HVS 2, est une étoile libre à très grande vitesse située une distance d'environ 62 000 années-lumière de la Terre dans la constellation boréale de la Grande Ourse. Découverte en 1982, au sein du halo de la Voie lactée, il s'agirait d'une sous-naine chaude de type spectral B. Elle est l'une des étoiles ayant la plus grande vélocité jamais observé dans la galaxie, avec une vitesse de 1 157 ± 53 kilomètres par seconde par rapport au référentiel au repos de la Galaxie; Elle est telle qu'elle s'évade du champ de gravitation de notre galaxie. Elle aurait été éjectée d'un système binaire par une explosion de supernova thermonucléaire.

## Découverte
La découverte de US 708 est annoncée en 1982 par Peter D. Usher et al. de l'université d'État de Pennsylvanie. Cette découverte a été réalisée grâce à des observations faites avec le télescope Samuel-Oschin de l'observatoire Palomar,. Elle a été redécouverte par Ulrich A. Hirsch et al. en 2005.

## Intérêt
US 708 est la troisième des étoiles dont la très grande vitesse a été détectée — après SDSS J090745.0+024507 et HE 0437-5439 — mais la première d'entre elles à ne pas être une naine (classe de luminosité V) bleu-blanc (classe spectrale B) mais une sous-naine chaude.

## Évolution
US 708 pourrait avoir été une des composantes d'un système binaire ultracompact au sein duquel elle aurait transféré de l'hélium à son compagnon, une naine blanche massive, transfert qui aurait déclenché une explosion thermonucléaire connue comme une supernova de type Ia.